# 調氏
調氏（つきのし）は、東漢氏の一族に属する漢系渡来氏族の後胤。大宝律令を撰定し大学頭をつとめた調老人などがいる。河崎氏の筑後河崎氏（調一党）は筑後国に拠点を持った一族である。筑後十五城の一つに数えられる。同じく筑後十五城の星野氏・黒木氏と並んで有名である。
筑後国には一国を統一する勢力は出現せず、近隣の大名で筑後守護となっていた大友氏の幕下で各地域の国人領主が共存共栄的に存在していた。それらの中でも特に力を持っていた15の家を「大身十五家」あるいは「筑後十五城」と言う。